# Бентію (аеропорт)
Аеропо́рт «Бентію» — аеропорт у місті Бентію, Південний Судан.

## Розташування
Аеропорт розташований у місті Бентію, яке є центром округу Рубкона, штат Ель-Вахда, Південний Судан. Поряд знаходиться державний кордон з Суданом. Аеропорт знаходиться приблизно за 4 км на південний схід від міста. До центрального аеропорту країни Джуба 523 км.

## Опис
Аеропорт знаходиться на висоті 400 метрів (1 300 футів) над рівнем моря, і має одну ґрунтову злітно-посадочну смугу, довжина якої невідома.

## Авіакомпанії і напрямки
Аеропорт пов'язаний регулярним авіасполученням з аеропортом Джуба. Рейси виконує авіакомпанія Авіалінії Південного Судану.